# Breguet Bre 730
Il Breguet Bre 730, citato anche come Breguet Br 730 o Breguet 730, fu un idroricognitore a scafo centrale, quadrimotore, monoplano ad ala alta, sviluppato dall'azienda aeronautica francese Société anonyme des ateliers d'aviation Louis Breguet nei tardi anni trenta.
Progettato nel periodo interbellico come evoluzione del Bre 710, venne utilizzato nelle sue varianti Bre 730 e 731 come ricognitore marittimo e idrovolante da trasporto dall'Aeronatique navale, componente aerea della marina militare francese, dal Regime di Vichy durante la seconda guerra mondiale e dalla Francia a conflitto concluso.

## Storia del progetto
Nel 1935 l'ammiragliato francese, emise una specifica per la fornitura di un idrovolante a lungo raggio da impiegare come ricognitore marittimo e rimpiazzare l'ormai superato Breguet 521 nei suoi reparti dell'Aéronavale.
A tale scopo la Breguet elaborò un progetto di un idrovolante adatto allo scopo, il Bre 710, caratterizzato dalla velatura ad ala di gabbiano, tuttavia una rielaborazione della specifica originale generò l'introduzione di una serie di modifiche ai disegni originali, le quali modificarono sostanzialmente l'aspetto del modello tanto da essere indicato dall'azienda con una nuova sigla, Bre 730, e che si sarebbe confrontato con il Latécoère 611, il Lioré et Olivier H-440 e il Potez-CAMS 141.
Il velivolo era caratterizzato dalla costruzione interpretante metallica, un idrovolante dall'impostazione a scafo centrale, dotato di doppio gradino, caratterizzato dalla velatura sempre monoplana ma che abbandonava la soluzione a gabbiano per una con profilo più tradizionale, la quale accoglieva i quattro motori radiali in altrettante gondole e che integrava i galleggianti equilibratori fissi di generose dimensioni e posti all'intradosso. Posteriormente la struttura terminava in un impennaggio bideriva.

## Varianti
Bre 730.01
prototipo, equipaggiato con quattro motori radiali Gnome-Rhône 14N 2/3 da 1 010 hp (753 kW) ciascuno.
Bre 730
versione di produzione in serie, equipaggiata da quattro motori radiali Gnome-Rhône 14N 44/45 da 1 120 hp (835 kW) ciascuno, realizzata in due esemplari.
Bre 731
variante caratterizzata da naso e galleggiati di nuovo disegno, equipaggiata con quattro radiali Gnome-Rhône 14R 200/201 da 1 350 hp (1 010 kW) ciascuno, realizzata in due esemplari.

## Utilizzatori
Francia
 Francia di Vichy
- Aéronautique navale

### Pubblicazioni
- Bréguet Bré.730, in Aerei da guerra, Ginevra - Novara, Edito Service S.A. - Istituto Geografico De Agostini, 1993.